# Victor Luzarche
Victor Luzarche, né le 20 juillet 1805 à Tours et mort le 6 novembre 1869 à Amélie-les-Bains, est un bibliophile et un homme politique français, maire de Tours de 1847 à 1848.

## Biographie
Victor Luzarche est le fils d'Antoine Luzarche, négociant, maître de forges et administrateur de compagnies ferroviaires, maire d'Ardentes, conseiller général d'Indre-et-Loire et de l'Indre, et de Jeanne Adélaïde Plancher.
Secrétaire de Walckenaer, puis conservateur de la bibliothèque de Tours, il est maire de Tours de 1847 à 1848.
Gendre du maître de forges Claude Pradet, il est le père de Robert Luzarche et le grand-oncle de Roger Luzarche d'Azay.
Le château de Notz lui échoit et il le fit reconstruire en 1834. Louis-Désiré Oury lui achète en 1867 le manoir de Gué-Chapelle à Nouzilly en Indre-et-Loire.
Son nom a été attribué à une rue de Tours.

## Publications
- Catalogue des livres rares. Première partie : curieux et singuliers et des manuscrits anciens (du Xe au XVIIIe siècle), 1868.
- La chape de Saint-Mexme de Chinon, 1851.